# Sœurs de Saint Charles de Lyon
Pour les articles homonymes, voir Sœurs de Saint Charles.
Les Sœurs de Saint Charles de Lyon sont une congrégation religieuse féminine enseignante de droit pontifical.

## Histoire
La congrégation est fondée à Lyon en 1680 par Charles Démia (1637-1689) pour instruire les petites filles. Dans le but de mieux former les sœurs à l'enseignement, Démia fait venir de Paris Marie-Ursule d'Orlé, religieuse de la congrégation de l'Enfant Jésus fondée par Nicolas Barré. Leurs constitutions sont basées sur la règle de saint Augustin mais contiennent de nombreux éléments empruntés aux auteurs spirituels de l'École française de spiritualité.
Les sœurs sont dispersées en 1791 lors de la Révolution française mais l'institut est réorganisé en 1802. Napoléon Ier leur concède en 1807 le monastère des Annonciades célestes situé montée des Carmélites à Lyon qui devient la maison-mère. La congrégation, avec ses statuts, est approuvée, comme congrégation enseignante et hospitalière, par les décrets impériaux du 22 octobre 1810 et du 12 janvier 1813. Les expulsion de congrégations en 1902 contraignent les sœurs à s'exiler à l'étranger (Italie, Suisse) pour poursuivre leur apostolat. La congrégation est reconnue de droit pontifical le 25 juin 1921.

## Activités et diffusion
Les sœurs se dédient à l'éducation et la catéchèse, mais se soucient aussi des personnes âgées, des malades et des pauvres. 
Elles sont présentes en :
- Europe : France.
- Amérique : Brésil[5].

La maison-mère est à Lyon. 
En 2017, la congrégation comptait 61 sœurs dans 9 maisons.